# فرناندو أسيفيدو
فرناندو أسيفيدو (بالإسبانية: Fernando Acevedo) هو منافس ألعاب قوى بيروفي، ولد في 26 يوليو 1946 في تشينتشا ألتا في بيرو.

## وصلات خارجية
- فرناندو أسيفيدو على موقع الاتحاد الدولي لألعاب القوى (الإنجليزية)
- فرناندو أسيفيدو على موقع اللجنة الأولمبية الدولية (الإنجليزية)
- فرناندو أسيفيدو على موقع أوليمبيديا (الإنجليزية)